# Sensor
«Sensor» — восьмой полноформатный студийный альбом немецкой группы Camouflage, выпущенный в 2003 году лейблом Polydor Records. Альбом занял первые места в таких изданиях, как Orkus и Sonic Seducer.

## Список композиций
00. Intro Sensor (0:35)
 
01. Me And You (4:41) 

02. Perfect (4:52) 

03. Harmful (4:29) 

04. Here She Comes (4:37)
 
05. I Can't Feel You (4:06) 

06. Lost (5:56) 

07. I'll Follow Behind (4:21) 

08. Adrenalin (1:08) 

09. Blink (5:15) 

10. Thief (4:36) 

11. Together (4:46) 

12. 74 Minutes (2:56) 

13a. You Turn (5:00) 

13b. Perfect Sensor (3:59)

## Синглы
1. Thief
2. Me And You
3. I Can't Feel You